# Sylvain Vasseur
Sylvain Vasseur (Cappelle-la-Grande, 28 februari 1946) is een voormalig Frans wielrenner. Hij was beroepsrenner tussen 1969 en 1977 en is een oom van wielrenner Cédric Vasseur.

## Belangrijkste overwinning
1977
- Eindklassement Ronde van Luxemburg

## Resultaten in voornaamste wedstrijden
| Jaar | Ronde van Italië | Ronde van Frankrijk | Ronde van Spanje |
| ---- | ---------------- | ------------------- | ---------------- |
| 1969 |                  |                     |                  |
| 1970 |                  | 95e                 | 52e              |
| 1971 |                  |                     | 64e              |
| 1972 |                  | 35e                 |                  |
| 1973 |                  | 53e                 | opgave           |
| 1974 |                  | 51e                 | 27e              |
| 1975 |                  | 44e                 |                  |
| 1976 |                  | 60e                 |                  |

| Jaar | Milaan-San Remo | Gent-Wevelgem | Ronde van Vlaanderen | Parijs-Roubaix | Luik-Bast.‑Luik | Parijs-Tours |
| ---- | --------------- | ------------- | -------------------- | -------------- | --------------- | ------------ |
| 1969 |                 | 66e           |                      |                |                 | 84e          |
| 1970 | 82e             |               |                      |                |                 |              |
| 1971 |                 | 83e           |                      |                |                 | 41e          |
| 1972 |                 |               | 70e                  |                |                 | 61e          |
| 1973 | 14e             |               |                      | 16e            |                 |              |
| 1974 |                 |               |                      | 25e            |                 | 28e          |
| 1975 |                 |               |                      |                | 20e             |              |
| 1976 |                 |               |                      |                |                 |              |